# 赤坂晃
赤坂晃（1973年5月8日—），日本東京都国立市人。日本演員、歌手。前傑尼斯事務所（ジャニーズ事務所）所屬藝人，元光GENJI成員。

## 簡歷
- 1987年2月15日進入傑尼斯事務所。同年，加入所內組合「GENJI」成為成員之一。
- 1987年6月25日、「光」與「GENJI」兩個組合合併成為「光GENJI」。同年8月19日，光GENJI以單曲『STAR LIGHT』正式出道。
- 1995年9月3日，光GENJI宣佈解散。之後多以個人身分活動。
- 2001年11月與高中時代的學姐結婚，育有一子。2007年3月28日離婚。
- 2007年10月28日凌晨一點左右，於日本東京因非法持有覺醒劑，違反覺醒劑取締法遭警方以現行犯身分逮捕；翌日（29日），遭傑尼斯事務所解雇。

## 外部連結
- 目前工作的酒吧"Luxor"